# Lista di asteroidi (644001-645000)
Di seguito una lista di asteroidi dal numero 644001  al 645000 con data di scoperta e scopritore.

## 644001–644100
| Nome   | Designazione provvisoria | Data di scoperta  | Scopritore          |
| ------ | ------------------------ | ----------------- | ------------------- |
| 644001 | 2006 SF355               | 19 settembre 2006 | Spacewatch          |
| 644002 | 2006 SK359               | 30 settembre 2006 | CSS                 |
| 644003 | 2006 SO359               | 30 settembre 2006 | Spacewatch          |
| 644004 | 2006 SD361               | 30 settembre 2006 | Mount Lemmon Survey |
| 644005 | 2006 ST361               | 30 settembre 2006 | Mount Lemmon Survey |
| 644006 | 2006 SA362               | 30 settembre 2006 | Mount Lemmon Survey |
| 644007 | 2006 SO362               | 30 settembre 2006 | Mount Lemmon Survey |
| 644008 | 2006 SA367               | 24 settembre 2006 | LONEOS              |
| 644009 | 2006 SD368               | 26 settembre 2006 | Spacewatch          |
| 644010 | 2006 SC371               | 27 settembre 2006 | CSS                 |
| 644011 | 2006 SY373               | 11 ottobre 2006   | NEAT                |
| 644012 | 2006 SF374               | 16 settembre 2006 | SDSS Collaboration  |
| 644013 | 2006 SN374               | 16 settembre 2006 | SDSS Collaboration  |
| 644014 | 2006 SP376               | 11 settembre 2006 | SDSS Collaboration  |
| 644015 | 2006 SR377               | 2 ottobre 2006    | Mount Lemmon Survey |
| 644016 | 2006 SM378               | 18 settembre 2006 | SDSS Collaboration  |
| 644017 | 2006 SJ379               | 26 settembre 2006 | Mount Lemmon Survey |
| 644018 | 2006 SK380               | 19 settembre 2006 | SDSS Collaboration  |
| 644019 | 2006 SV380               | 27 settembre 2006 | SDSS Collaboration  |
| 644020 | 2006 SJ384               | 29 settembre 2006 | SDSS Collaboration  |
| 644021 | 2006 SR384               | 2 ottobre 2006    | Mount Lemmon Survey |
| 644022 | 2006 SR385               | 28 agosto 2006    | SDSS Collaboration  |
| 644023 | 2006 SO387               | 2 ottobre 2006    | Mount Lemmon Survey |
| 644024 | 2006 SX387               | 2 ottobre 2006    | Mount Lemmon Survey |
| 644025 | 2006 SD388               | 30 settembre 2006 | SDSS Collaboration  |
| 644026 | 2006 SW388               | 16 settembre 2006 | SDSS Collaboration  |
| 644027 | 2006 SO389               | 30 settembre 2006 | SDSS Collaboration  |
| 644028 | 2006 SB390               | 30 settembre 2006 | SDSS Collaboration  |
| 644029 | 2006 SL390               | 28 settembre 2006 | SDSS Collaboration  |
| 644030 | 2006 SM390               | 27 settembre 2006 | SDSS Collaboration  |
| 644031 | 2006 SQ396               | 17 settembre 2006 | Spacewatch          |
| 644032 | 2006 SL399               | 17 settembre 2006 | CSS                 |
| 644033 | 2006 SM405               | 17 settembre 2006 | Spacewatch          |
| 644034 | 2006 SH407               | 19 settembre 2006 | Spacewatch          |
| 644035 | 2006 SA408               | 26 settembre 2006 | Mount Lemmon Survey |
| 644036 | 2006 SG408               | 28 settembre 2006 | Mount Lemmon Survey |
| 644037 | 2006 SC410               | 17 settembre 2006 | Spacewatch          |
| 644038 | 2006 SD416               | 17 settembre 2006 | Spacewatch          |
| 644039 | 2006 SR420               | 22 ottobre 2012   | Pan-STARRS          |
| 644040 | 2006 SZ422               | 15 settembre 2006 | Spacewatch          |
| 644041 | 2006 SD424               | 28 settembre 2006 | Mount Lemmon Survey |
| 644042 | 2006 SQ424               | 30 settembre 2006 | Mount Lemmon Survey |
| 644043 | 2006 SZ424               | 28 settembre 2006 | Mount Lemmon Survey |
| 644044 | 2006 SB425               | 29 luglio 2011    | SSS                 |
| 644045 | 2006 SD425               | 24 agosto 2011    | Pan-STARRS          |
| 644046 | 2006 SE426               | 16 settembre 2006 | Spacewatch          |
| 644047 | 2006 SO426               | 30 settembre 2006 | Spacewatch          |
| 644048 | 2006 SS426               | 21 maggio 2015    | Pan-STARRS          |
| 644049 | 2006 SD427               | 17 settembre 2006 | Spacewatch          |
| 644050 | 2006 SG427               | 17 settembre 2006 | Spacewatch          |
| 644051 | 2006 SO427               | 17 settembre 2006 | Spacewatch          |
| 644052 | 2006 SP427               | 18 settembre 2006 | Spacewatch          |
| 644053 | 2006 SA428               | 27 settembre 2006 | Mount Lemmon Survey |
| 644054 | 2006 SC428               | 27 settembre 2006 | Spacewatch          |
| 644055 | 2006 SP428               | 30 settembre 2006 | Spacewatch          |
| 644056 | 2006 SW428               | 30 dicembre 2007  | Mount Lemmon Survey |
| 644057 | 2006 SH429               | 25 settembre 2006 | Spacewatch          |
| 644058 | 2006 SJ429               | 28 agosto 2006    | CSS                 |
| 644059 | 2006 SS429               | 27 settembre 2006 | Spacewatch          |
| 644060 | 2006 SW429               | 4 dicembre 2012   | Mount Lemmon Survey |
| 644061 | 2006 SY429               | 25 settembre 2006 | Spacewatch          |
| 644062 | 2006 SC430               | 2 gennaio 2012    | Mount Lemmon Survey |
| 644063 | 2006 SD433               | 28 settembre 2006 | Mount Lemmon Survey |
| 644064 | 2006 SC434               | 15 settembre 2006 | Spacewatch          |
| 644065 | 2006 SD434               | 25 settembre 2006 | Spacewatch          |
| 644066 | 2006 SL434               | 28 maggio 2014    | Pan-STARRS          |
| 644067 | 2006 SM434               | 28 settembre 2006 | Spacewatch          |
| 644068 | 2006 SG435               | 16 aprile 2018    | Pan-STARRS          |
| 644069 | 2006 SV435               | 26 settembre 2006 | Spacewatch          |
| 644070 | 2006 SJ436               | 5 luglio 2016     | Pan-STARRS          |
| 644071 | 2006 SK436               | 13 febbraio 2011  | Mount Lemmon Survey |
| 644072 | 2006 SM436               | 11 dicembre 2012  | Mount Lemmon Survey |
| 644073 | 2006 SH437               | 30 luglio 2017    | Pan-STARRS          |
| 644074 | 2006 SU437               | 16 settembre 2006 | Spacewatch          |
| 644075 | 2006 SV437               | 15 settembre 2006 | Spacewatch          |
| 644076 | 2006 SY437               | 19 settembre 2017 | Pan-STARRS          |
| 644077 | 2006 SU438               | 26 settembre 2017 | Mount Lemmon Survey |
| 644078 | 2006 SL439               | 17 settembre 2006 | Spacewatch          |
| 644079 | 2006 SL440               | 17 settembre 2006 | Spacewatch          |
| 644080 | 2006 SM442               | 18 settembre 2006 | Spacewatch          |
| 644081 | 2006 SO442               | 6 febbraio 2016   | Pan-STARRS          |
| 644082 | 2006 SW442               | 20 ottobre 2016   | Mount Lemmon Survey |
| 644083 | 2006 SH443               | 31 gennaio 2016   | Pan-STARRS          |
| 644084 | 2006 SR443               | 19 settembre 2006 | Spacewatch          |
| 644085 | 2006 SZ443               | 26 settembre 2006 | Spacewatch          |
| 644086 | 2006 SK444               | 16 settembre 2006 | Spacewatch          |
| 644087 | 2006 ST445               | 17 settembre 2006 | CSS                 |
| 644088 | 2006 SS447               | 26 settembre 2006 | CSS                 |
| 644089 | 2006 SK449               | 25 settembre 2006 | Spacewatch          |
| 644090 | 2006 SM449               | 17 settembre 2006 | Spacewatch          |
| 644091 | 2006 SO449               | 30 settembre 2006 | Spacewatch          |
| 644092 | 2006 SH450               | 19 settembre 2006 | Spacewatch          |
| 644093 | 2006 SV453               | 26 settembre 2006 | Spacewatch          |
| 644094 | 2006 SK454               | 17 settembre 2006 | Spacewatch          |
| 644095 | 2006 SN454               | 18 settembre 2006 | Spacewatch          |
| 644096 | 2006 SS454               | 17 settembre 2006 | Spacewatch          |
| 644097 | 2006 SU454               | 17 settembre 2006 | Spacewatch          |
| 644098 | 2006 SX454               | 27 settembre 2006 | Spacewatch          |
| 644099 | 2006 SL455               | 28 settembre 2006 | Spacewatch          |
| 644100 | 2006 SO455               | 17 settembre 2006 | Spacewatch          |

## 644101–644200
| Nome   | Designazione provvisoria | Data di scoperta  | Scopritore            |
| ------ | ------------------------ | ----------------- | --------------------- |
| 644101 | 2006 SW455               | 30 settembre 2006 | Mount Lemmon Survey   |
| 644102 | 2006 SS456               | 30 settembre 2006 | Spacewatch            |
| 644103 | 2006 SK457               | 25 settembre 2006 | Spacewatch            |
| 644104 | 2006 SN458               | 28 settembre 2006 | Spacewatch            |
| 644105 | 2006 SE459               | 30 settembre 2006 | Mount Lemmon Survey   |
| 644106 | 2006 TE2                 | 1 ottobre 2006    | Spacewatch            |
| 644107 | 2006 TA6                 | 2 ottobre 2006    | Mount Lemmon Survey   |
| 644108 | 2006 TE6                 | 3 ottobre 2006    | Mount Lemmon Survey   |
| 644109 | 2006 TF6                 | 3 ottobre 2006    | Mount Lemmon Survey   |
| 644110 | 2006 TH10                | 14 ottobre 2006   | K. Sárneczky, Z. Kuli |
| 644111 | 2006 TU19                | 27 settembre 2006 | Mount Lemmon Survey   |
| 644112 | 2006 TP23                | 25 settembre 2006 | Mount Lemmon Survey   |
| 644113 | 2006 TH28                | 12 ottobre 2006   | Spacewatch            |
| 644114 | 2006 TT32                | 12 ottobre 2006   | Spacewatch            |
| 644115 | 2006 TG38                | 12 ottobre 2006   | Spacewatch            |
| 644116 | 2006 TO38                | 12 ottobre 2006   | Spacewatch            |
| 644117 | 2006 TN47                | 26 settembre 2006 | Mount Lemmon Survey   |
| 644118 | 2006 TQ49                | 26 settembre 2006 | Mount Lemmon Survey   |
| 644119 | 2006 TJ53                | 4 ottobre 2006    | Mount Lemmon Survey   |
| 644120 | 2006 TS55                | 12 ottobre 2006   | NEAT                  |
| 644121 | 2006 TB57                | 29 agosto 2006    | Spacewatch            |
| 644122 | 2006 TW58                | 30 settembre 2006 | Mount Lemmon Survey   |
| 644123 | 2006 TB62                | 28 settembre 2006 | CSS                   |
| 644124 | 2006 TU64                | 11 ottobre 2006   | Spacewatch            |
| 644125 | 2006 TR65                | 28 settembre 2006 | CSS                   |
| 644126 | 2006 TC73                | 2 ottobre 2006    | Mount Lemmon Survey   |
| 644127 | 2006 TQ73                | 11 ottobre 2006   | NEAT                  |
| 644128 | 2006 TD77                | 29 settembre 2006 | LONEOS                |
| 644129 | 2006 TC88                | 18 settembre 2006 | CSS                   |
| 644130 | 2006 TM89                | 4 ottobre 2006    | Mount Lemmon Survey   |
| 644131 | 2006 TX93                | 2 ottobre 2006    | Mount Lemmon Survey   |
| 644132 | 2006 TT97                | 30 settembre 2006 | Mount Lemmon Survey   |
| 644133 | 2006 TV97                | 13 ottobre 2006   | Spacewatch            |
| 644134 | 2006 TC99                | 18 settembre 2006 | Spacewatch            |
| 644135 | 2006 TR103               | 30 settembre 2006 | Mount Lemmon Survey   |
| 644136 | 2006 TW105               | 11 ottobre 2006   | NEAT                  |
| 644137 | 2006 TK106               | 2 ottobre 2006    | Mount Lemmon Survey   |
| 644138 | 2006 TS108               | 2 ottobre 2006    | Mount Lemmon Survey   |
| 644139 | 2006 TU111               | 1 ottobre 2006    | SDSS Collaboration    |
| 644140 | 2006 TC112               | 1 ottobre 2006    | SDSS Collaboration    |
| 644141 | 2006 TG112               | 27 settembre 2006 | SDSS Collaboration    |
| 644142 | 2006 TU112               | 29 settembre 2006 | SDSS Collaboration    |
| 644143 | 2006 TY113               | 17 ottobre 2006   | CSS                   |
| 644144 | 2006 TE114               | 29 settembre 2006 | SDSS Collaboration    |
| 644145 | 2006 TU115               | 29 settembre 2006 | SDSS Collaboration    |
| 644146 | 2006 TW115               | 18 settembre 2006 | SDSS Collaboration    |
| 644147 | 2006 TJ117               | 3 ottobre 2006    | SDSS Collaboration    |
| 644148 | 2006 TL118               | 3 ottobre 2006    | SDSS Collaboration    |
| 644149 | 2006 TR118               | 16 settembre 2006 | SDSS Collaboration    |
| 644150 | 2006 TC119               | 16 ottobre 2006   | CSS                   |
| 644151 | 2006 TK119               | 11 ottobre 2006   | SDSS Collaboration    |
| 644152 | 2006 TN119               | 3 ottobre 2006    | SDSS Collaboration    |
| 644153 | 2006 TG120               | 12 ottobre 2006   | SDSS Collaboration    |
| 644154 | 2006 TU120               | 12 ottobre 2006   | SDSS Collaboration    |
| 644155 | 2006 TF123               | 13 ottobre 2006   | Spacewatch            |
| 644156 | 2006 TL123               | 15 ottobre 2006   | Osservatorio Lulin    |
| 644157 | 2006 TD125               | 11 ottobre 2006   | NEAT                  |
| 644158 | 2006 TU126               | 2 ottobre 2006    | Mount Lemmon Survey   |
| 644159 | 2006 TC129               | 3 ottobre 2006    | Spacewatch            |
| 644160 | 2006 TY129               | 11 ottobre 2006   | NEAT                  |
| 644161 | 2006 TB131               | 2 ottobre 2006    | Mount Lemmon Survey   |
| 644162 | 2006 TD131               | 2 ottobre 2006    | Mount Lemmon Survey   |
| 644163 | 2006 TM131               | 2 ottobre 2006    | CSS                   |
| 644164 | 2006 TO131               | 2 ottobre 2006    | Spacewatch            |
| 644165 | 2006 TE132               | 2 ottobre 2006    | Mount Lemmon Survey   |
| 644166 | 2006 TK132               | 2 ottobre 2006    | Mount Lemmon Survey   |
| 644167 | 2006 TM132               | 2 ottobre 2006    | Mount Lemmon Survey   |
| 644168 | 2006 TO132               | 2 ottobre 2006    | Mount Lemmon Survey   |
| 644169 | 2006 TP132               | 2 ottobre 2006    | Mount Lemmon Survey   |
| 644170 | 2006 TX132               | 3 ottobre 2006    | Mount Lemmon Survey   |
| 644171 | 2006 TB133               | 3 ottobre 2006    | Mount Lemmon Survey   |
| 644172 | 2006 TC133               | 3 ottobre 2006    | Mount Lemmon Survey   |
| 644173 | 2006 TL133               | 4 ottobre 2006    | Mount Lemmon Survey   |
| 644174 | 2006 TN133               | 4 ottobre 2006    | Mount Lemmon Survey   |
| 644175 | 2006 TQ133               | 4 ottobre 2006    | Mount Lemmon Survey   |
| 644176 | 2006 TT133               | 4 ottobre 2006    | Mount Lemmon Survey   |
| 644177 | 2006 TC134               | 3 ottobre 2006    | Mount Lemmon Survey   |
| 644178 | 2006 TK134               | 10 febbraio 2008  | Mount Lemmon Survey   |
| 644179 | 2006 TP134               | 23 aprile 2015    | Pan-STARRS            |
| 644180 | 2006 TU135               | 4 ottobre 2006    | Mount Lemmon Survey   |
| 644181 | 2006 TW135               | 3 ottobre 2006    | Mount Lemmon Survey   |
| 644182 | 2006 TA136               | 3 ottobre 2006    | Mount Lemmon Survey   |
| 644183 | 2006 TF136               | 2 ottobre 2006    | Mount Lemmon Survey   |
| 644184 | 2006 TK136               | 11 ottobre 2006   | NEAT                  |
| 644185 | 2006 TS137               | 2 ottobre 2006    | Spacewatch            |
| 644186 | 2006 TD138               | 20 settembre 2009 | Mount Lemmon Survey   |
| 644187 | 2006 TM138               | 18 novembre 2016  | Mount Lemmon Survey   |
| 644188 | 2006 TX138               | 2 ottobre 2006    | Mount Lemmon Survey   |
| 644189 | 2006 TD140               | 2 ottobre 2006    | Mount Lemmon Survey   |
| 644190 | 2006 TW140               | 2 ottobre 2006    | Mount Lemmon Survey   |
| 644191 | 2006 TA143               | 3 ottobre 2006    | Mount Lemmon Survey   |
| 644192 | 2006 TB146               | 13 ottobre 2006   | Spacewatch            |
| 644193 | 2006 TX146               | 3 ottobre 2006    | Mount Lemmon Survey   |
| 644194 | 2006 UA11                | 30 settembre 2006 | Mount Lemmon Survey   |
| 644195 | 2006 UC15                | 17 ottobre 2006   | Mount Lemmon Survey   |
| 644196 | 2006 UL19                | 22 settembre 1995 | Spacewatch            |
| 644197 | 2006 UT20                | 16 ottobre 2006   | Spacewatch            |
| 644198 | 2006 UT25                | 26 settembre 2006 | Mount Lemmon Survey   |
| 644199 | 2006 UD29                | 16 ottobre 2006   | Spacewatch            |
| 644200 | 2006 UL30                | 3 ottobre 2006    | Spacewatch            |

## 644201–644300
| Nome   | Designazione provvisoria | Data di scoperta  | Scopritore             |
| ------ | ------------------------ | ----------------- | ---------------------- |
| 644201 | 2006 UR33                | 16 ottobre 2006   | Spacewatch             |
| 644202 | 2006 UE34                | 30 settembre 2006 | Mount Lemmon Survey    |
| 644203 | 2006 UY35                | 30 settembre 2006 | Mount Lemmon Survey    |
| 644204 | 2006 US38                | 16 ottobre 2006   | Spacewatch             |
| 644205 | 2006 UV39                | 16 ottobre 2006   | Spacewatch             |
| 644206 | 2006 UL47                | 16 ottobre 2006   | W. Bickel              |
| 644207 | 2006 UM48                | 17 ottobre 2006   | Spacewatch             |
| 644208 | 2006 UT48                | 17 settembre 2006 | CSS                    |
| 644209 | 2006 UQ50                | 25 settembre 2006 | Spacewatch             |
| 644210 | 2006 UC54                | 31 luglio 2000    | M. W. Buie, S. D. Kern |
| 644211 | 2006 UR55                | 18 ottobre 2006   | Spacewatch             |
| 644212 | 2006 US55                | 18 ottobre 2006   | Spacewatch             |
| 644213 | 2006 UA57                | 18 ottobre 2006   | Spacewatch             |
| 644214 | 2006 UG57                | 18 ottobre 2006   | Spacewatch             |
| 644215 | 2006 UB58                | 30 settembre 2006 | Mount Lemmon Survey    |
| 644216 | 2006 UG60                | 26 settembre 2006 | Spacewatch             |
| 644217 | 2006 UP60                | 19 ottobre 2006   | Spacewatch             |
| 644218 | 2006 UP62                | 19 ottobre 2006   | E. E. Sheridan         |
| 644219 | 2006 UY63                | 25 settembre 2006 | Spacewatch             |
| 644220 | 2006 UT71                | 17 ottobre 2006   | Spacewatch             |
| 644221 | 2006 UA72                | 17 ottobre 2006   | Spacewatch             |
| 644222 | 2006 UA73                | 17 ottobre 2006   | Spacewatch             |
| 644223 | 2006 UP73                | 3 ottobre 2006    | Spacewatch             |
| 644224 | 2006 UL74                | 17 ottobre 2006   | Spacewatch             |
| 644225 | 2006 UZ74                | 26 settembre 2006 | Spacewatch             |
| 644226 | 2006 UR83                | 12 ottobre 2006   | NEAT                   |
| 644227 | 2006 UB95                | 18 ottobre 2006   | Spacewatch             |
| 644228 | 2006 UE95                | 2 ottobre 2006    | Mount Lemmon Survey    |
| 644229 | 2006 UU101               | 18 ottobre 2006   | Spacewatch             |
| 644230 | 2006 UM102               | 3 ottobre 2006    | Mount Lemmon Survey    |
| 644231 | 2006 UP102               | 18 ottobre 2006   | Spacewatch             |
| 644232 | 2006 UY102               | 3 ottobre 2006    | Mount Lemmon Survey    |
| 644233 | 2006 UL103               | 18 ottobre 2006   | Spacewatch             |
| 644234 | 2006 UR103               | 18 ottobre 2006   | Spacewatch             |
| 644235 | 2006 UJ105               | 18 ottobre 2006   | Spacewatch             |
| 644236 | 2006 UQ105               | 15 novembre 1995  | Spacewatch             |
| 644237 | 2006 UM107               | 3 ottobre 2006    | Mount Lemmon Survey    |
| 644238 | 2006 UP109               | 25 agosto 2006    | Osservatorio Lulin     |
| 644239 | 2006 UO111               | 11 ottobre 2006   | Spacewatch             |
| 644240 | 2006 UG113               | 2 ottobre 2006    | Spacewatch             |
| 644241 | 2006 UT113               | 28 settembre 2006 | Spacewatch             |
| 644242 | 2006 UB114               | 19 ottobre 2006   | Spacewatch             |
| 644243 | 2006 UO114               | 27 settembre 2006 | Spacewatch             |
| 644244 | 2006 UG117               | 3 ottobre 2006    | Spacewatch             |
| 644245 | 2006 UH121               | 19 ottobre 2006   | Spacewatch             |
| 644246 | 2006 UX123               | 19 ottobre 2006   | Spacewatch             |
| 644247 | 2006 UU125               | 19 ottobre 2006   | Spacewatch             |
| 644248 | 2006 UY130               | 2 ottobre 2006    | Mount Lemmon Survey    |
| 644249 | 2006 UX134               | 26 settembre 2006 | Mount Lemmon Survey    |
| 644250 | 2006 UV135               | 19 ottobre 2006   | Spacewatch             |
| 644251 | 2006 UF136               | 4 luglio 2005     | Spacewatch             |
| 644252 | 2006 UV137               | 19 ottobre 2006   | Mount Lemmon Survey    |
| 644253 | 2006 UB138               | 4 ottobre 2006    | Mount Lemmon Survey    |
| 644254 | 2006 UR138               | 19 ottobre 2006   | Spacewatch             |
| 644255 | 2006 UK140               | 19 ottobre 2006   | Spacewatch             |
| 644256 | 2006 UT144               | 21 agosto 2006    | Spacewatch             |
| 644257 | 2006 UP145               | 20 ottobre 2006   | Spacewatch             |
| 644258 | 2006 UB146               | 20 ottobre 2006   | Spacewatch             |
| 644259 | 2006 UK146               | 20 ottobre 2006   | Spacewatch             |
| 644260 | 2006 UK148               | 17 settembre 2006 | CSS                    |
| 644261 | 2006 UK149               | 17 settembre 2006 | CSS                    |
| 644262 | 2006 UA150               | 11 ottobre 2006   | NEAT                   |
| 644263 | 2006 UO150               | 20 ottobre 2006   | Mount Lemmon Survey    |
| 644264 | 2006 UX151               | 22 febbraio 2004  | Spacewatch             |
| 644265 | 2006 UG152               | 28 settembre 2006 | Mount Lemmon Survey    |
| 644266 | 2006 UO154               | 21 ottobre 2006   | Mount Lemmon Survey    |
| 644267 | 2006 UK155               | 27 settembre 2006 | Spacewatch             |
| 644268 | 2006 UR158               | 21 ottobre 2006   | Mount Lemmon Survey    |
| 644269 | 2006 UW161               | 3 ottobre 2006    | Mount Lemmon Survey    |
| 644270 | 2006 UA162               | 21 ottobre 2006   | Mount Lemmon Survey    |
| 644271 | 2006 UD164               | 2 ottobre 2006    | Mount Lemmon Survey    |
| 644272 | 2006 UB165               | 2 ottobre 2006    | Mount Lemmon Survey    |
| 644273 | 2006 US165               | 27 settembre 2000 | SDSS Collaboration     |
| 644274 | 2006 UJ166               | 2 ottobre 2006    | Mount Lemmon Survey    |
| 644275 | 2006 UT166               | 21 ottobre 2006   | Mount Lemmon Survey    |
| 644276 | 2006 UA167               | 2 ottobre 2006    | Mount Lemmon Survey    |
| 644277 | 2006 UX167               | 2 ottobre 2006    | Mount Lemmon Survey    |
| 644278 | 2006 US169               | 30 settembre 2006 | CSS                    |
| 644279 | 2006 UW171               | 21 ottobre 2006   | Mount Lemmon Survey    |
| 644280 | 2006 UZ173               | 19 ottobre 2006   | Osservatorio Lulin     |
| 644281 | 2006 UL178               | 30 settembre 2006 | Osservatorio Jarnac    |
| 644282 | 2006 UV180               | 12 ottobre 2006   | NEAT                   |
| 644283 | 2006 UY185               | 16 settembre 2006 | CSS                    |
| 644284 | 2006 UQ188               | 28 settembre 2006 | CSS                    |
| 644285 | 2006 UH194               | 20 ottobre 2006   | Spacewatch             |
| 644286 | 2006 UK194               | 25 settembre 2006 | Mount Lemmon Survey    |
| 644287 | 2006 UK201               | 21 ottobre 2006   | Spacewatch             |
| 644288 | 2006 UN201               | 12 ottobre 2006   | Spacewatch             |
| 644289 | 2006 UE205               | 18 settembre 2006 | Spacewatch             |
| 644290 | 2006 UC206               | 23 ottobre 2006   | Spacewatch             |
| 644291 | 2006 UG209               | 23 ottobre 2006   | Spacewatch             |
| 644292 | 2006 UW209               | 23 ottobre 2006   | Spacewatch             |
| 644293 | 2006 UT210               | 19 ottobre 2006   | CSS                    |
| 644294 | 2006 UK214               | 23 ottobre 2006   | Spacewatch             |
| 644295 | 2006 UG215               | 30 settembre 2006 | CSS                    |
| 644296 | 2006 UP222               | 23 settembre 2006 | Spacewatch             |
| 644297 | 2006 UR230               | 21 ottobre 2006   | Spacewatch             |
| 644298 | 2006 UJ231               | 21 ottobre 2006   | Mount Lemmon Survey    |
| 644299 | 2006 UK234               | 12 ottobre 2006   | Spacewatch             |
| 644300 | 2006 UM234               | 1 ottobre 2006    | Spacewatch             |

## 644301–644400
| Nome   | Designazione provvisoria | Data di scoperta  | Scopritore                |
| ------ | ------------------------ | ----------------- | ------------------------- |
| 644301 | 2006 UA239               | 23 ottobre 2006   | Spacewatch                |
| 644302 | 2006 US242               | 19 ottobre 2006   | Spacewatch                |
| 644303 | 2006 UO247               | 27 ottobre 2006   | Mount Lemmon Survey       |
| 644304 | 2006 UO255               | 20 ottobre 2006   | Spacewatch                |
| 644305 | 2006 UN258               | 28 ottobre 2006   | Mount Lemmon Survey       |
| 644306 | 2006 UX258               | 16 ottobre 2006   | Spacewatch                |
| 644307 | 2006 UX260               | 28 ottobre 2006   | Mount Lemmon Survey       |
| 644308 | 2006 UV261               | 28 ottobre 2006   | Mount Lemmon Survey       |
| 644309 | 2006 UT262               | 29 ottobre 2006   | Mount Lemmon Survey       |
| 644310 | 2006 UF263               | 31 ottobre 2006   | W. Bickel                 |
| 644311 | 2006 UV263               | 19 settembre 2006 | Spacewatch                |
| 644312 | 2006 UE264               | 16 ottobre 2006   | Spacewatch                |
| 644313 | 2006 UK267               | 27 ottobre 2006   | Mount Lemmon Survey       |
| 644314 | 2006 UQ267               | 27 ottobre 2006   | Mount Lemmon Survey       |
| 644315 | 2006 UR268               | 27 ottobre 2006   | Mount Lemmon Survey       |
| 644316 | 2006 UH271               | 27 ottobre 2006   | Spacewatch                |
| 644317 | 2006 UO271               | 27 ottobre 2006   | Mount Lemmon Survey       |
| 644318 | 2006 US276               | 21 ottobre 2006   | Spacewatch                |
| 644319 | 2006 UN278               | 19 ottobre 2006   | Spacewatch                |
| 644320 | 2006 UK279               | 28 ottobre 2006   | Mount Lemmon Survey       |
| 644321 | 2006 UQ281               | 20 ottobre 2006   | Spacewatch                |
| 644322 | 2006 UZ281               | 25 settembre 2006 | Mount Lemmon Survey       |
| 644323 | 2006 UH287               | 14 settembre 2006 | Spacewatch                |
| 644324 | 2006 UL289               | 25 settembre 2006 | Mount Lemmon Survey       |
| 644325 | 2006 UO289               | 24 settembre 2017 | Spacewatch                |
| 644326 | 2006 UF290               | 21 ottobre 2006   | Spacewatch                |
| 644327 | 2006 UN292               | 14 dicembre 2017  | Mount Lemmon Survey       |
| 644328 | 2006 UY295               | 19 ottobre 2006   | L. H. Wasserman           |
| 644329 | 2006 UG299               | 28 agosto 2006    | Spacewatch                |
| 644330 | 2006 UQ300               | 19 ottobre 2006   | L. H. Wasserman           |
| 644331 | 2006 UL302               | 19 ottobre 2006   | L. H. Wasserman           |
| 644332 | 2006 UN303               | 30 settembre 2006 | Mount Lemmon Survey       |
| 644333 | 2006 UX316               | 22 ottobre 2006   | Mount Lemmon Survey       |
| 644334 | 2006 UB321               | 31 ottobre 2006   | Mount Lemmon Survey       |
| 644335 | 2006 US322               | 16 ottobre 2006   | Spacewatch                |
| 644336 | 2006 UX322               | 29 agosto 2006    | Spacewatch                |
| 644337 | 2006 UD331               | 13 ottobre 2006   | SDSS Collaboration        |
| 644338 | 2006 UY331               | 21 ottobre 2006   | SDSS Collaboration        |
| 644339 | 2006 UU332               | 21 ottobre 2006   | SDSS Collaboration        |
| 644340 | 2006 UX332               | 17 ottobre 2006   | SDSS Collaboration        |
| 644341 | 2006 UJ333               | 17 ottobre 2006   | SDSS Collaboration        |
| 644342 | 2006 UU333               | 22 ottobre 2006   | SDSS Collaboration        |
| 644343 | 2006 UV336               | 21 ottobre 2006   | Spacewatch                |
| 644344 | 2006 UY337               | 22 ottobre 2006   | Spacewatch                |
| 644345 | 2006 UV339               | 15 novembre 2006  | Mount Lemmon Survey       |
| 644346 | 2006 UC354               | 11 novembre 2006  | Mount Lemmon Survey       |
| 644347 | 2006 UP355               | 26 ottobre 2006   | Osservatorio di Mauna Kea |
| 644348 | 2006 UM358               | 16 ottobre 2006   | Spacewatch                |
| 644349 | 2006 UR358               | 15 aprile 2005    | Spacewatch                |
| 644350 | 2006 UL359               | 21 ottobre 2006   | Spacewatch                |
| 644351 | 2006 UD360               | 23 ottobre 2006   | Spacewatch                |
| 644352 | 2006 UN360               | 31 ottobre 2006   | Mount Lemmon Survey       |
| 644353 | 2006 UG361               | 19 ottobre 2006   | CSS                       |
| 644354 | 2006 UV362               | 30 settembre 2006 | Mount Lemmon Survey       |
| 644355 | 2006 UY362               | 22 ottobre 2006   | Mount Lemmon Survey       |
| 644356 | 2006 UA363               | 12 ottobre 2006   | Spacewatch                |
| 644357 | 2006 UG363               | 19 ottobre 2006   | Spacewatch                |
| 644358 | 2006 UT363               | 19 ottobre 2006   | CSS                       |
| 644359 | 2006 UA364               | 13 ottobre 2006   | Spacewatch                |
| 644360 | 2006 UB364               | 5 agosto 2005     | NEAT                      |
| 644361 | 2006 UN364               | 3 luglio 2005     | Mount Lemmon Survey       |
| 644362 | 2006 UB365               | 23 ottobre 2006   | Mount Lemmon Survey       |
| 644363 | 2006 UO365               | 17 ottobre 2006   | CSS                       |
| 644364 | 2006 UT365               | 31 ottobre 2006   | Mount Lemmon Survey       |
| 644365 | 2006 UE366               | 18 novembre 2006  | Mount Lemmon Survey       |
| 644366 | 2006 UG366               | 21 ottobre 2006   | Mount Lemmon Survey       |
| 644367 | 2006 UM366               | 5 luglio 2016     | Mount Lemmon Survey       |
| 644368 | 2006 UT366               | 2 agosto 2016     | Pan-STARRS                |
| 644369 | 2006 UW366               | 4 aprile 2014     | Pan-STARRS                |
| 644370 | 2006 UP367               | 21 ottobre 2006   | Spacewatch                |
| 644371 | 2006 UQ367               | 13 luglio 2016    | Pan-STARRS                |
| 644372 | 2006 UU367               | 19 ottobre 2006   | Spacewatch                |
| 644373 | 2006 UW367               | 23 ottobre 2006   | Spacewatch                |
| 644374 | 2006 UB368               | 21 ottobre 2006   | Spacewatch                |
| 644375 | 2006 UJ368               | 22 aprile 2014    | Mount Lemmon Survey       |
| 644376 | 2006 UL368               | 21 ottobre 2006   | Spacewatch                |
| 644377 | 2006 UM368               | 17 ottobre 2010   | Mount Lemmon Survey       |
| 644378 | 2006 UQ368               | 20 ottobre 2006   | Spacewatch                |
| 644379 | 2006 UU368               | 2 dicembre 2012   | Mount Lemmon Survey       |
| 644380 | 2006 UX368               | 17 ottobre 2006   | Spacewatch                |
| 644381 | 2006 UA369               | 1 ottobre 2006    | Spacewatch                |
| 644382 | 2006 UR369               | 12 marzo 2016     | Pan-STARRS                |
| 644383 | 2006 UY369               | 16 ottobre 2006   | Spacewatch                |
| 644384 | 2006 UZ369               | 13 ottobre 2006   | Spacewatch                |
| 644385 | 2006 UB370               | 11 maggio 2015    | Mount Lemmon Survey       |
| 644386 | 2006 UF370               | 16 ottobre 2006   | Spacewatch                |
| 644387 | 2006 UP370               | 27 ottobre 2006   | Spacewatch                |
| 644388 | 2006 UV372               | 23 ottobre 2006   | Mount Lemmon Survey       |
| 644389 | 2006 UW372               | 17 settembre 2006 | CSS                       |
| 644390 | 2006 UG373               | 21 gennaio 2014   | Mount Lemmon Survey       |
| 644391 | 2006 UL373               | 8 ottobre 2016    | Pan-STARRS                |
| 644392 | 2006 UW373               | 31 ottobre 2006   | Mount Lemmon Survey       |
| 644393 | 2006 UW374               | 25 settembre 2016 | Pan-STARRS                |
| 644394 | 2006 UB375               | 4 novembre 2012   | Spacewatch                |
| 644395 | 2006 UD375               | 29 ottobre 2006   | Mount Lemmon Survey       |
| 644396 | 2006 UM375               | 16 aprile 2013    | Pan-STARRS                |
| 644397 | 2006 UY375               | 21 ottobre 2006   | Spacewatch                |
| 644398 | 2006 UG376               | 29 marzo 2008     | Mount Lemmon Survey       |
| 644399 | 2006 UH376               | 18 marzo 2009     | Mount Lemmon Survey       |
| 644400 | 2006 UO376               | 21 ottobre 2006   | Spacewatch                |

## 644401–644500
| Nome   | Designazione provvisoria | Data di scoperta  | Scopritore          |
| ------ | ------------------------ | ----------------- | ------------------- |
| 644401 | 2006 UR376               | 26 aprile 2017    | Pan-STARRS          |
| 644402 | 2006 UE377               | 15 agosto 2009    | Spacewatch          |
| 644403 | 2006 UY377               | 26 febbraio 2014  | Mount Lemmon Survey |
| 644404 | 2006 UJ378               | 15 agosto 2017    | Pan-STARRS          |
| 644405 | 2006 UF379               | 20 ottobre 2006   | Mount Lemmon Survey |
| 644406 | 2006 UJ379               | 19 ottobre 2006   | Mount Lemmon Survey |
| 644407 | 2006 UK379               | 16 settembre 2006 | CSS                 |
| 644408 | 2006 UG380               | 28 novembre 2016  | Pan-STARRS          |
| 644409 | 2006 UJ380               | 24 marzo 2015     | Mount Lemmon Survey |
| 644410 | 2006 UX381               | 22 ottobre 2006   | Mount Lemmon Survey |
| 644411 | 2006 UC383               | 22 ottobre 2006   | Spacewatch          |
| 644412 | 2006 UD383               | 19 ottobre 2006   | Spacewatch          |
| 644413 | 2006 UF383               | 22 ottobre 2006   | Spacewatch          |
| 644414 | 2006 UH383               | 21 maggio 2015    | Pan-STARRS          |
| 644415 | 2006 UN383               | 21 ottobre 2006   | Mount Lemmon Survey |
| 644416 | 2006 UR384               | 13 novembre 2006  | Mount Lemmon Survey |
| 644417 | 2006 UZ384               | 18 ottobre 2006   | Spacewatch          |
| 644418 | 2006 UZ388               | 17 ottobre 2006   | Spacewatch          |
| 644419 | 2006 UD389               | 20 ottobre 2006   | Mount Lemmon Survey |
| 644420 | 2006 UL389               | 19 ottobre 2006   | Spacewatch          |
| 644421 | 2006 UO389               | 20 ottobre 2006   | Mount Lemmon Survey |
| 644422 | 2006 UP389               | 21 ottobre 2006   | Spacewatch          |
| 644423 | 2006 UT389               | 19 ottobre 2006   | Mount Lemmon Survey |
| 644424 | 2006 UP390               | 19 ottobre 2006   | Spacewatch          |
| 644425 | 2006 UR392               | 16 ottobre 2006   | CSS                 |
| 644426 | 2006 UZ392               | 19 ottobre 2006   | Mount Lemmon Survey |
| 644427 | 2006 UW393               | 19 ottobre 2006   | Mount Lemmon Survey |
| 644428 | 2006 UP394               | 23 ottobre 2006   | Spacewatch          |
| 644429 | 2006 UQ394               | 21 ottobre 2006   | Spacewatch          |
| 644430 | 2006 UZ394               | 27 settembre 2006 | Mount Lemmon Survey |
| 644431 | 2006 UD395               | 21 ottobre 2006   | Mount Lemmon Survey |
| 644432 | 2006 UN395               | 20 ottobre 2006   | Mount Lemmon Survey |
| 644433 | 2006 VN                  | 21 ottobre 2006   | Spacewatch          |
| 644434 | 2006 VY                  | 1 novembre 2006   | Mount Lemmon Survey |
| 644435 | 2006 VP5                 | 21 ottobre 2006   | Spacewatch          |
| 644436 | 2006 VD8                 | 1 novembre 2006   | Mount Lemmon Survey |
| 644437 | 2006 VV8                 | 21 ottobre 2006   | Mount Lemmon Survey |
| 644438 | 2006 VT14                | 19 ottobre 2006   | Mount Lemmon Survey |
| 644439 | 2006 VG19                | 23 ottobre 2006   | Spacewatch          |
| 644440 | 2006 VM21                | 16 ottobre 2006   | Spacewatch          |
| 644441 | 2006 VS23                | 10 novembre 2006  | Spacewatch          |
| 644442 | 2006 VZ23                | 10 novembre 2006  | Spacewatch          |
| 644443 | 2006 VU24                | 10 novembre 2006  | Spacewatch          |
| 644444 | 2006 VG25                | 4 ottobre 2006    | Mount Lemmon Survey |
| 644445 | 2006 VY30                | 27 settembre 2006 | Mount Lemmon Survey |
| 644446 | 2006 VJ32                | 2 ottobre 2006    | Mount Lemmon Survey |
| 644447 | 2006 VN36                | 22 ottobre 2006   | Mount Lemmon Survey |
| 644448 | 2006 VO38                | 12 novembre 2006  | Mount Lemmon Survey |
| 644449 | 2006 VL42                | 22 ottobre 2006   | Spacewatch          |
| 644450 | 2006 VV46                | 31 ottobre 2006   | Mount Lemmon Survey |
| 644451 | 2006 VM48                | 11 ottobre 2006   | NEAT                |
| 644452 | 2006 VS52                | 11 novembre 2006  | Spacewatch          |
| 644453 | 2006 VU55                | 23 ottobre 2006   | Mount Lemmon Survey |
| 644454 | 2006 VW56                | 31 ottobre 2006   | Mount Lemmon Survey |
| 644455 | 2006 VN61                | 11 novembre 2006  | Mount Lemmon Survey |
| 644456 | 2006 VX62                | 11 novembre 2006  | Spacewatch          |
| 644457 | 2006 VD67                | 11 novembre 2006  | Spacewatch          |
| 644458 | 2006 VF68                | 11 novembre 2006  | Spacewatch          |
| 644459 | 2006 VK71                | 19 ottobre 2006   | Mount Lemmon Survey |
| 644460 | 2006 VR72                | 31 ottobre 2006   | Mount Lemmon Survey |
| 644461 | 2006 VT72                | 11 novembre 2006  | Mount Lemmon Survey |
| 644462 | 2006 VK81                | 11 ottobre 2006   | NEAT                |
| 644463 | 2006 VU81                | 13 novembre 2006  | Spacewatch          |
| 644464 | 2006 VN83                | 31 ottobre 2006   | Mount Lemmon Survey |
| 644465 | 2006 VX83                | 30 ottobre 2006   | W. Ries             |
| 644466 | 2006 VG84                | 13 novembre 2006  | Mount Lemmon Survey |
| 644467 | 2006 VJ84                | 13 novembre 2006  | Mount Lemmon Survey |
| 644468 | 2006 VA86                | 12 ottobre 2006   | Spacewatch          |
| 644469 | 2006 VG90                | 14 novembre 2006  | Mount Lemmon Survey |
| 644470 | 2006 VV90                | 14 novembre 2006  | Mount Lemmon Survey |
| 644471 | 2006 VH93                | 15 novembre 2006  | Mount Lemmon Survey |
| 644472 | 2006 VQ93                | 19 ottobre 2006   | Mount Lemmon Survey |
| 644473 | 2006 VH97                | 11 novembre 2006  | Mount Lemmon Survey |
| 644474 | 2006 VA98                | 11 novembre 2006  | Spacewatch          |
| 644475 | 2006 VP101               | 11 novembre 2006  | Spacewatch          |
| 644476 | 2006 VA102               | 12 novembre 2006  | Mount Lemmon Survey |
| 644477 | 2006 VT103               | 12 novembre 2006  | Osservatorio Lulin  |
| 644478 | 2006 VY104               | 23 ottobre 2006   | Spacewatch          |
| 644479 | 2006 VO107               | 13 novembre 2006  | Spacewatch          |
| 644480 | 2006 VP111               | 20 ottobre 2006   | Mount Lemmon Survey |
| 644481 | 2006 VD112               | 13 novembre 2006  | CSS                 |
| 644482 | 2006 VX114               | 1 novembre 2006   | Mount Lemmon Survey |
| 644483 | 2006 VZ114               | 13 ottobre 2006   | Spacewatch          |
| 644484 | 2006 VA117               | 14 novembre 2006  | Spacewatch          |
| 644485 | 2006 VM120               | 14 novembre 2006  | Spacewatch          |
| 644486 | 2006 VG122               | 14 novembre 2006  | Spacewatch          |
| 644487 | 2006 VL122               | 14 novembre 2006  | Spacewatch          |
| 644488 | 2006 VA123               | 14 novembre 2006  | Spacewatch          |
| 644489 | 2006 VE124               | 14 novembre 2006  | Spacewatch          |
| 644490 | 2006 VH124               | 14 novembre 2006  | Spacewatch          |
| 644491 | 2006 VK124               | 14 novembre 2006  | Spacewatch          |
| 644492 | 2006 VG126               | 20 ottobre 2006   | Mount Lemmon Survey |
| 644493 | 2006 VD127               | 15 novembre 2006  | Spacewatch          |
| 644494 | 2006 VM127               | 15 novembre 2006  | Spacewatch          |
| 644495 | 2006 VR128               | 11 novembre 2006  | Spacewatch          |
| 644496 | 2006 VY129               | 15 novembre 2006  | Spacewatch          |
| 644497 | 2006 VG133               | 11 novembre 2006  | Mount Lemmon Survey |
| 644498 | 2006 VJ135               | 28 settembre 2006 | Mount Lemmon Survey |
| 644499 | 2006 VB138               | 15 novembre 2006  | Spacewatch          |
| 644500 | 2006 VY138               | 15 novembre 2006  | Spacewatch          |

## 644501–644600
| Nome   | Designazione provvisoria | Data di scoperta  | Scopritore                 |
| ------ | ------------------------ | ----------------- | -------------------------- |
| 644501 | 2006 VN141               | 23 ottobre 2006   | Spacewatch                 |
| 644502 | 2006 VO142               | 19 ottobre 2006   | Mount Lemmon Survey        |
| 644503 | 2006 VD144               | 15 novembre 2006  | Spacewatch                 |
| 644504 | 2006 VH144               | 15 novembre 2006  | Spacewatch                 |
| 644505 | 2006 VR155               | 15 novembre 2006  | CSS                        |
| 644506 | 2006 VC173               | 9 novembre 2006   | Spacewatch                 |
| 644507 | 2006 VQ173               | 13 novembre 2006  | Spacewatch                 |
| 644508 | 2006 VW174               | 27 settembre 2006 | Mount Lemmon Survey        |
| 644509 | 2006 VY174               | 1 novembre 2006   | Mount Lemmon Survey        |
| 644510 | 2006 VV176               | 13 ottobre 2010   | Mount Lemmon Survey        |
| 644511 | 2006 VW176               | 1 agosto 2016     | Pan-STARRS                 |
| 644512 | 2006 VZ176               | 2 novembre 2006   | Mount Lemmon Survey        |
| 644513 | 2006 VF177               | 23 marzo 2012     | Spacewatch                 |
| 644514 | 2006 VH177               | 10 novembre 2006  | Spacewatch                 |
| 644515 | 2006 VJ177               | 25 marzo 2015     | Pan-STARRS                 |
| 644516 | 2006 VK177               | 28 marzo 2008     | Mount Lemmon Survey        |
| 644517 | 2006 VO177               | 13 dicembre 2012  | Mount Lemmon Survey        |
| 644518 | 2006 VY177               | 15 settembre 2009 | Mount Lemmon Survey        |
| 644519 | 2006 VB178               | 28 aprile 2014    | CTIO-DECam                 |
| 644520 | 2006 VC178               | 13 ottobre 2017   | Mount Lemmon Survey        |
| 644521 | 2006 VK178               | 1 novembre 2006   | Spacewatch                 |
| 644522 | 2006 VJ179               | 11 novembre 2006  | Spacewatch                 |
| 644523 | 2006 VU179               | 30 settembre 2017 | Mount Lemmon Survey        |
| 644524 | 2006 VA180               | 15 novembre 2006  | Mount Lemmon Survey        |
| 644525 | 2006 VM180               | 15 novembre 2006  | Spacewatch                 |
| 644526 | 2006 VJ181               | 14 aprile 2008    | CSS                        |
| 644527 | 2006 VD182               | 22 ottobre 2012   | Pan-STARRS                 |
| 644528 | 2006 VL182               | 1 novembre 2006   | CSS                        |
| 644529 | 2006 VS182               | 2 novembre 2006   | Mount Lemmon Survey        |
| 644530 | 2006 VU182               | 1 novembre 2006   | Mount Lemmon Survey        |
| 644531 | 2006 VP183               | 1 novembre 2006   | Spacewatch                 |
| 644532 | 2006 VW184               | 10 ottobre 2002   | NEAT                       |
| 644533 | 2006 VZ184               | 1 novembre 2006   | Spacewatch                 |
| 644534 | 2006 VS185               | 14 novembre 2006  | Spacewatch                 |
| 644535 | 2006 VX185               | 1 novembre 2006   | Spacewatch                 |
| 644536 | 2006 VG187               | 12 novembre 2006  | Mount Lemmon Survey        |
| 644537 | 2006 VQ187               | 15 novembre 2006  | Spacewatch                 |
| 644538 | 2006 WZ1                 | 16 novembre 2006  | Mount Lemmon Survey        |
| 644539 | 2006 WP2                 | 18 ottobre 2006   | Spacewatch                 |
| 644540 | 2006 WO5                 | 23 ottobre 2006   | Mount Lemmon Survey        |
| 644541 | 2006 WJ7                 | 16 novembre 2006  | Spacewatch                 |
| 644542 | 2006 WN7                 | 16 novembre 2006  | Spacewatch                 |
| 644543 | 2006 WP7                 | 16 novembre 2006  | Spacewatch                 |
| 644544 | 2006 WG8                 | 16 novembre 2006  | Mount Lemmon Survey        |
| 644545 | 2006 WH8                 | 22 ottobre 2006   | Spacewatch                 |
| 644546 | 2006 WH9                 | 16 novembre 2006  | Spacewatch                 |
| 644547 | 2006 WW12                | 26 luglio 2001    | NEAT                       |
| 644548 | 2006 WO13                | 16 novembre 2006  | Mount Lemmon Survey        |
| 644549 | 2006 WY13                | 16 novembre 2006  | Mount Lemmon Survey        |
| 644550 | 2006 WP14                | 16 novembre 2006  | Mount Lemmon Survey        |
| 644551 | 2006 WX14                | 16 novembre 2006  | Mount Lemmon Survey        |
| 644552 | 2006 WW15                | 4 ottobre 2006    | Mount Lemmon Survey        |
| 644553 | 2006 WA16                | 17 novembre 2006  | Spacewatch                 |
| 644554 | 2006 WW16                | 15 novembre 1998  | Spacewatch                 |
| 644555 | 2006 WH18                | 1 novembre 2006   | Mount Lemmon Survey        |
| 644556 | 2006 WK18                | 2 ottobre 2006    | Mount Lemmon Survey        |
| 644557 | 2006 WT18                | 20 ottobre 2006   | NEAT                       |
| 644558 | 2006 WA19                | 22 ottobre 2006   | Spacewatch                 |
| 644559 | 2006 WE19                | 10 novembre 2006  | Spacewatch                 |
| 644560 | 2006 WM20                | 17 novembre 2006  | CSS                        |
| 644561 | 2006 WH22                | 26 febbraio 2004  | M. W. Buie, D. E. Trilling |
| 644562 | 2006 WP24                | 17 novembre 2006  | Mount Lemmon Survey        |
| 644563 | 2006 WK26                | 18 novembre 2006  | Osservatorio Jarnac        |
| 644564 | 2006 WT31                | 16 novembre 2006  | Spacewatch                 |
| 644565 | 2006 WV35                | 23 ottobre 2006   | Mount Lemmon Survey        |
| 644566 | 2006 WJ38                | 16 novembre 2006  | Spacewatch                 |
| 644567 | 2006 WC39                | 16 novembre 2006  | Spacewatch                 |
| 644568 | 2006 WF40                | 16 novembre 2006  | Spacewatch                 |
| 644569 | 2006 WP40                | 1 ottobre 2000    | LINEAR                     |
| 644570 | 2006 WU42                | 16 novembre 2006  | Spacewatch                 |
| 644571 | 2006 WJ43                | 16 novembre 2006  | Mount Lemmon Survey        |
| 644572 | 2006 WN43                | 16 novembre 2006  | Mount Lemmon Survey        |
| 644573 | 2006 WX46                | 1 novembre 2006   | Mount Lemmon Survey        |
| 644574 | 2006 WK47                | 16 novembre 2006  | Spacewatch                 |
| 644575 | 2006 WA51                | 10 aprile 2003    | Spacewatch                 |
| 644576 | 2006 WR53                | 16 novembre 2006  | Spacewatch                 |
| 644577 | 2006 WU53                | 16 novembre 2006  | Spacewatch                 |
| 644578 | 2006 WX56                | 16 novembre 2006  | Spacewatch                 |
| 644579 | 2006 WX58                | 17 novembre 2006  | Spacewatch                 |
| 644580 | 2006 WU59                | 13 ottobre 2006   | Spacewatch                 |
| 644581 | 2006 WR60                | 17 novembre 2006  | Mount Lemmon Survey        |
| 644582 | 2006 WR62                | 17 novembre 2006  | Mount Lemmon Survey        |
| 644583 | 2006 WV62                | 17 novembre 2006  | Mount Lemmon Survey        |
| 644584 | 2006 WZ62                | 17 novembre 2006  | Mount Lemmon Survey        |
| 644585 | 2006 WZ65                | 17 novembre 2006  | Mount Lemmon Survey        |
| 644586 | 2006 WW66                | 17 novembre 2006  | Mount Lemmon Survey        |
| 644587 | 2006 WB67                | 17 novembre 2006  | Mount Lemmon Survey        |
| 644588 | 2006 WP67                | 17 novembre 2006  | Mount Lemmon Survey        |
| 644589 | 2006 WX67                | 17 novembre 2006  | Mount Lemmon Survey        |
| 644590 | 2006 WY67                | 17 novembre 2006  | Mount Lemmon Survey        |
| 644591 | 2006 WM69                | 11 gennaio 2003   | Spacewatch                 |
| 644592 | 2006 WF76                | 18 novembre 2006  | Spacewatch                 |
| 644593 | 2006 WR76                | 28 ottobre 2006   | Mount Lemmon Survey        |
| 644594 | 2006 WD77                | 10 novembre 2006  | Spacewatch                 |
| 644595 | 2006 WU77                | 18 novembre 2006  | Spacewatch                 |
| 644596 | 2006 WC78                | 30 settembre 2006 | Mount Lemmon Survey        |
| 644597 | 2006 WE80                | 18 novembre 2006  | Spacewatch                 |
| 644598 | 2006 WE83                | 18 novembre 2006  | Spacewatch                 |
| 644599 | 2006 WQ83                | 18 novembre 2006  | Spacewatch                 |
| 644600 | 2006 WS84                | 22 ottobre 2006   | CSS                        |

## 644601–644700
| Nome   | Designazione provvisoria | Data di scoperta  | Scopritore          |
| ------ | ------------------------ | ----------------- | ------------------- |
| 644601 | 2006 WL87                | 18 novembre 2006  | Mount Lemmon Survey |
| 644602 | 2006 WZ87                | 23 ottobre 2006   | Mount Lemmon Survey |
| 644603 | 2006 WL96                | 19 novembre 2006  | Spacewatch          |
| 644604 | 2006 WR96                | 19 novembre 2006  | Spacewatch          |
| 644605 | 2006 WA99                | 19 novembre 2006  | Spacewatch          |
| 644606 | 2006 WV101               | 5 dicembre 2002   | NEAT                |
| 644607 | 2006 WE104               | 19 novembre 2006  | Spacewatch          |
| 644608 | 2006 WL105               | 19 novembre 2006  | Spacewatch          |
| 644609 | 2006 WE107               | 19 novembre 2006  | CSS                 |
| 644610 | 2006 WJ111               | 19 novembre 2006  | Spacewatch          |
| 644611 | 2006 WT113               | 20 novembre 2006  | Spacewatch          |
| 644612 | 2006 WH114               | 20 novembre 2006  | Spacewatch          |
| 644613 | 2006 WX114               | 20 novembre 2006  | Spacewatch          |
| 644614 | 2006 WK115               | 2 ottobre 2006    | Mount Lemmon Survey |
| 644615 | 2006 WQ116               | 2 novembre 2006   | Mount Lemmon Survey |
| 644616 | 2006 WT116               | 20 novembre 2006  | Mount Lemmon Survey |
| 644617 | 2006 WZ117               | 20 novembre 2006  | Mount Lemmon Survey |
| 644618 | 2006 WL118               | 20 novembre 2006  | Mount Lemmon Survey |
| 644619 | 2006 WN118               | 20 novembre 2006  | Mount Lemmon Survey |
| 644620 | 2006 WY119               | 14 novembre 2006  | Spacewatch          |
| 644621 | 2006 WD121               | 21 novembre 2006  | Mount Lemmon Survey |
| 644622 | 2006 WG123               | 21 novembre 2006  | Mount Lemmon Survey |
| 644623 | 2006 WX124               | 22 novembre 2006  | Mount Lemmon Survey |
| 644624 | 2006 WQ131               | 17 novembre 2006  | Mount Lemmon Survey |
| 644625 | 2006 WX131               | 17 novembre 2006  | Mount Lemmon Survey |
| 644626 | 2006 WB132               | 18 novembre 2006  | Spacewatch          |
| 644627 | 2006 WH132               | 18 novembre 2006  | Spacewatch          |
| 644628 | 2006 WK133               | 1 novembre 2006   | Mount Lemmon Survey |
| 644629 | 2006 WQ134               | 2 ottobre 2006    | Mount Lemmon Survey |
| 644630 | 2006 WW135               | 18 novembre 2006  | Mount Lemmon Survey |
| 644631 | 2006 WY135               | 18 novembre 2006  | Mount Lemmon Survey |
| 644632 | 2006 WK138               | 22 ottobre 2006   | CSS                 |
| 644633 | 2006 WS142               | 20 novembre 2006  | Spacewatch          |
| 644634 | 2006 WB144               | 20 novembre 2006  | Spacewatch          |
| 644635 | 2006 WN144               | 20 novembre 2006  | Spacewatch          |
| 644636 | 2006 WU145               | 20 novembre 2006  | Spacewatch          |
| 644637 | 2006 WW146               | 20 novembre 2006  | Spacewatch          |
| 644638 | 2006 WC147               | 20 novembre 2006  | Spacewatch          |
| 644639 | 2006 WE147               | 19 ottobre 2006   | Mount Lemmon Survey |
| 644640 | 2006 WQ147               | 11 novembre 2006  | Mount Lemmon Survey |
| 644641 | 2006 WU147               | 20 novembre 2006  | Spacewatch          |
| 644642 | 2006 WE150               | 16 novembre 2006  | Spacewatch          |
| 644643 | 2006 WW150               | 20 novembre 2006  | Mount Lemmon Survey |
| 644644 | 2006 WG152               | 15 febbraio 2004  | NEAT                |
| 644645 | 2006 WC154               | 28 ottobre 2006   | Mount Lemmon Survey |
| 644646 | 2006 WC158               | 22 novembre 2006  | Spacewatch          |
| 644647 | 2006 WM161               | 19 ottobre 2006   | Mount Lemmon Survey |
| 644648 | 2006 WQ161               | 23 novembre 2006  | Spacewatch          |
| 644649 | 2006 WS162               | 22 ottobre 2006   | Mount Lemmon Survey |
| 644650 | 2006 WZ163               | 12 novembre 2006  | Mount Lemmon Survey |
| 644651 | 2006 WE164               | 23 novembre 2006  | Spacewatch          |
| 644652 | 2006 WS164               | 20 ottobre 2006   | Mount Lemmon Survey |
| 644653 | 2006 WY164               | 15 novembre 2006  | Spacewatch          |
| 644654 | 2006 WS165               | 11 novembre 2006  | Mount Lemmon Survey |
| 644655 | 2006 WG166               | 23 novembre 2006  | Spacewatch          |
| 644656 | 2006 WL168               | 23 novembre 2006  | Spacewatch          |
| 644657 | 2006 WP170               | 23 novembre 2006  | Spacewatch          |
| 644658 | 2006 WQ171               | 23 novembre 2006  | Spacewatch          |
| 644659 | 2006 WS171               | 23 novembre 2006  | Spacewatch          |
| 644660 | 2006 WE172               | 23 novembre 2006  | Mount Lemmon Survey |
| 644661 | 2006 WG172               | 23 novembre 2006  | Spacewatch          |
| 644662 | 2006 WK176               | 23 novembre 2006  | Mount Lemmon Survey |
| 644663 | 2006 WO176               | 11 novembre 2006  | Mount Lemmon Survey |
| 644664 | 2006 WP177               | 23 novembre 2006  | Mount Lemmon Survey |
| 644665 | 2006 WX178               | 24 novembre 2006  | Spacewatch          |
| 644666 | 2006 WV179               | 24 novembre 2006  | Mount Lemmon Survey |
| 644667 | 2006 WG183               | 17 ottobre 2006   | Mount Lemmon Survey |
| 644668 | 2006 WE187               | 15 novembre 2006  | CSS                 |
| 644669 | 2006 WW199               | 16 novembre 2006  | Mount Lemmon Survey |
| 644670 | 2006 WR200               | 22 novembre 2006  | Mount Lemmon Survey |
| 644671 | 2006 WG203               | 25 novembre 2006  | Spacewatch          |
| 644672 | 2006 WS204               | 15 aprile 2013    | Pan-STARRS          |
| 644673 | 2006 WJ208               | 18 novembre 2006  | Spacewatch          |
| 644674 | 2006 WW208               | 18 novembre 2006  | Mount Lemmon Survey |
| 644675 | 2006 WG209               | 22 novembre 2006  | Mount Lemmon Survey |
| 644676 | 2006 WH209               | 22 novembre 2006  | Mount Lemmon Survey |
| 644677 | 2006 WU209               | 17 novembre 2006  | Spacewatch          |
| 644678 | 2006 WH210               | 26 novembre 2012  | Mount Lemmon Survey |
| 644679 | 2006 WO210               | 18 novembre 2006  | Mount Lemmon Survey |
| 644680 | 2006 WP210               | 26 novembre 2012  | Mount Lemmon Survey |
| 644681 | 2006 WQ210               | 10 novembre 2010  | Mount Lemmon Survey |
| 644682 | 2006 WU210               | 27 settembre 2011 | Mount Lemmon Survey |
| 644683 | 2006 WA211               | 26 settembre 2006 | CSS                 |
| 644684 | 2006 WC211               | 21 ottobre 2006   | CSS                 |
| 644685 | 2006 WF211               | 3 agosto 2017     | Pan-STARRS          |
| 644686 | 2006 WM211               | 1 agosto 2017     | Pan-STARRS          |
| 644687 | 2006 WN211               | 19 novembre 2006  | Spacewatch          |
| 644688 | 2006 WQ211               | 19 novembre 2006  | Spacewatch          |
| 644689 | 2006 WT211               | 25 aprile 2015    | Pan-STARRS          |
| 644690 | 2006 WV211               | 1 ottobre 2006    | Spacewatch          |
| 644691 | 2006 WA212               | 19 settembre 2011 | Pan-STARRS          |
| 644692 | 2006 WE212               | 22 novembre 2006  | Spacewatch          |
| 644693 | 2006 WN212               | 15 maggio 2012    | Pan-STARRS          |
| 644694 | 2006 WR212               | 6 marzo 2008      | Mount Lemmon Survey |
| 644695 | 2006 WT212               | 19 novembre 2006  | CSS                 |
| 644696 | 2006 WD213               | 3 aprile 2011     | Pan-STARRS          |
| 644697 | 2006 WF213               | 1 agosto 2016     | Pan-STARRS          |
| 644698 | 2006 WJ213               | 26 settembre 2017 | Pan-STARRS          |
| 644699 | 2006 WN213               | 19 ottobre 2011   | Pan-STARRS          |
| 644700 | 2006 WO213               | 19 novembre 2006  | CSS                 |

## 644701–644800
| Nome   | Designazione provvisoria | Data di scoperta  | Scopritore          |
| ------ | ------------------------ | ----------------- | ------------------- |
| 644701 | 2006 WT213               | 21 maggio 2015    | CTIO-DECam          |
| 644702 | 2006 WX213               | 2 agosto 2016     | Pan-STARRS          |
| 644703 | 2006 WD214               | 16 novembre 2006  | Spacewatch          |
| 644704 | 2006 WF214               | 14 novembre 2006  | Spacewatch          |
| 644705 | 2006 WK214               | 9 marzo 2011      | Mount Lemmon Survey |
| 644706 | 2006 WL214               | 11 marzo 2008     | Mount Lemmon Survey |
| 644707 | 2006 WC215               | 5 gennaio 2012    | Pan-STARRS          |
| 644708 | 2006 WJ215               | 1 febbraio 2012   | Spacewatch          |
| 644709 | 2006 WK215               | 31 agosto 2017    | Pan-STARRS          |
| 644710 | 2006 WW215               | 11 dicembre 2013  | Mount Lemmon Survey |
| 644711 | 2006 WY215               | 30 ottobre 2010   | Mount Lemmon Survey |
| 644712 | 2006 WD216               | 17 novembre 2006  | Mount Lemmon Survey |
| 644713 | 2006 WH216               | 7 luglio 2016     | Pan-STARRS          |
| 644714 | 2006 WJ216               | 7 novembre 2012   | Mount Lemmon Survey |
| 644715 | 2006 WU217               | 10 gennaio 2008   | Spacewatch          |
| 644716 | 2006 WZ217               | 23 novembre 2006  | Spacewatch          |
| 644717 | 2006 WF218               | 2 ottobre 2014    | Pan-STARRS          |
| 644718 | 2006 WG218               | 18 giugno 2015    | Pan-STARRS          |
| 644719 | 2006 WL218               | 4 aprile 2017     | Pan-STARRS          |
| 644720 | 2006 WR218               | 26 settembre 2017 | Pan-STARRS          |
| 644721 | 2006 WU218               | 9 marzo 2011      | Mount Lemmon Survey |
| 644722 | 2006 WY218               | 28 marzo 2009     | Mount Lemmon Survey |
| 644723 | 2006 WB219               | 19 settembre 2011 | Pan-STARRS          |
| 644724 | 2006 WO219               | 30 novembre 2006  | Spacewatch          |
| 644725 | 2006 WU219               | 14 dicembre 2015  | Pan-STARRS          |
| 644726 | 2006 WX219               | 18 ottobre 2017   | Mount Lemmon Survey |
| 644727 | 2006 WY219               | 20 agosto 2009    | Spacewatch          |
| 644728 | 2006 WK220               | 2 marzo 2008      | Mount Lemmon Survey |
| 644729 | 2006 WV220               | 28 settembre 2009 | Mount Lemmon Survey |
| 644730 | 2006 WW220               | 25 aprile 2015    | Pan-STARRS          |
| 644731 | 2006 WP221               | 27 febbraio 2014  | Pan-STARRS          |
| 644732 | 2006 WT221               | 3 febbraio 2008   | Mount Lemmon Survey |
| 644733 | 2006 WV221               | 22 ottobre 2017   | Mount Lemmon Survey |
| 644734 | 2006 WW221               | 29 gennaio 2012   | Pan-STARRS          |
| 644735 | 2006 WZ221               | 27 luglio 2014    | Pan-STARRS          |
| 644736 | 2006 WF222               | 23 aprile 2014    | Pan-STARRS          |
| 644737 | 2006 WR222               | 31 agosto 2014    | Spacewatch          |
| 644738 | 2006 WT222               | 16 novembre 2006  | CSS                 |
| 644739 | 2006 WE223               | 18 novembre 2006  | Spacewatch          |
| 644740 | 2006 WU223               | 12 gennaio 2016   | Pan-STARRS          |
| 644741 | 2006 WB224               | 23 novembre 2006  | Spacewatch          |
| 644742 | 2006 WF224               | 13 novembre 2012  | Mount Lemmon Survey |
| 644743 | 2006 WQ224               | 4 settembre 2011  | Pan-STARRS          |
| 644744 | 2006 WC225               | 14 settembre 2017 | Pan-STARRS          |
| 644745 | 2006 WJ225               | 30 ottobre 2017   | Pan-STARRS          |
| 644746 | 2006 WR225               | 18 novembre 2006  | Mount Lemmon Survey |
| 644747 | 2006 WS225               | 30 agosto 2016    | Mount Lemmon Survey |
| 644748 | 2006 WC226               | 14 luglio 2016    | Pan-STARRS          |
| 644749 | 2006 WV226               | 18 ottobre 2017   | Pan-STARRS          |
| 644750 | 2006 WE227               | 1 agosto 2017     | Pan-STARRS          |
| 644751 | 2006 WU229               | 22 novembre 2006  | Spacewatch          |
| 644752 | 2006 WY229               | 22 novembre 2006  | Spacewatch          |
| 644753 | 2006 WA230               | 25 novembre 2006  | Mount Lemmon Survey |
| 644754 | 2006 WB230               | 18 novembre 2006  | Spacewatch          |
| 644755 | 2006 WC230               | 17 novembre 2006  | Spacewatch          |
| 644756 | 2006 WL230               | 23 novembre 2006  | Spacewatch          |
| 644757 | 2006 WN230               | 27 novembre 2006  | Spacewatch          |
| 644758 | 2006 WO230               | 17 novembre 2006  | Mount Lemmon Survey |
| 644759 | 2006 WG231               | 17 novembre 2006  | Spacewatch          |
| 644760 | 2006 WS231               | 19 novembre 2006  | Spacewatch          |
| 644761 | 2006 WK232               | 24 novembre 2006  | Spacewatch          |
| 644762 | 2006 WN232               | 24 novembre 2006  | Mount Lemmon Survey |
| 644763 | 2006 WR232               | 16 novembre 2006  | Spacewatch          |
| 644764 | 2006 WQ234               | 17 novembre 2006  | Spacewatch          |
| 644765 | 2006 WU234               | 16 novembre 2006  | Spacewatch          |
| 644766 | 2006 WW234               | 21 novembre 2006  | Mount Lemmon Survey |
| 644767 | 2006 WC235               | 22 novembre 2006  | Spacewatch          |
| 644768 | 2006 WX236               | 20 novembre 2006  | Spacewatch          |
| 644769 | 2006 XS8                 | 23 novembre 2006  | Spacewatch          |
| 644770 | 2006 XG9                 | 9 dicembre 2006   | Spacewatch          |
| 644771 | 2006 XB10                | 9 dicembre 2006   | Spacewatch          |
| 644772 | 2006 XO10                | 27 novembre 2006  | Mount Lemmon Survey |
| 644773 | 2006 XN13                | 26 settembre 1992 | Spacewatch          |
| 644774 | 2006 XX14                | 10 dicembre 2006  | Spacewatch          |
| 644775 | 2006 XE21                | 11 dicembre 2006  | Spacewatch          |
| 644776 | 2006 XO23                | 25 novembre 2006  | Mount Lemmon Survey |
| 644777 | 2006 XQ23                | 25 novembre 2006  | Mount Lemmon Survey |
| 644778 | 2006 XP29                | 13 dicembre 2006  | Mount Lemmon Survey |
| 644779 | 2006 XU29                | 13 dicembre 2006  | LINEAR              |
| 644780 | 2006 XX29                | 13 dicembre 2006  | Mount Lemmon Survey |
| 644781 | 2006 XV31                | 12 dicembre 2006  | P. Kocher           |
| 644782 | 2006 XX36                | 11 dicembre 2006  | Spacewatch          |
| 644783 | 2006 XU39                | 12 dicembre 2006  | Spacewatch          |
| 644784 | 2006 XE40                | 19 novembre 2006  | Spacewatch          |
| 644785 | 2006 XJ40                | 15 novembre 2006  | Spacewatch          |
| 644786 | 2006 XL40                | 12 dicembre 2006  | Spacewatch          |
| 644787 | 2006 XM41                | 12 dicembre 2006  | Mount Lemmon Survey |
| 644788 | 2006 XD42                | 12 dicembre 2006  | Mount Lemmon Survey |
| 644789 | 2006 XH42                | 12 dicembre 2006  | Mount Lemmon Survey |
| 644790 | 2006 XY43                | 12 dicembre 2006  | Mount Lemmon Survey |
| 644791 | 2006 XU44                | 13 dicembre 2006  | Spacewatch          |
| 644792 | 2006 XT55                | 13 settembre 2005 | Spacewatch          |
| 644793 | 2006 XM59                | 22 novembre 2006  | Mount Lemmon Survey |
| 644794 | 2006 XG71                | 15 dicembre 2006  | Spacewatch          |
| 644795 | 2006 XH72                | 12 dicembre 2006  | Mount Lemmon Survey |
| 644796 | 2006 XC73                | 12 dicembre 2006  | Mount Lemmon Survey |
| 644797 | 2006 XP74                | 15 dicembre 2006  | Mount Lemmon Survey |
| 644798 | 2006 XA75                | 24 dicembre 2006  | CSS                 |
| 644799 | 2006 XM75                | 13 dicembre 2006  | Spacewatch          |
| 644800 | 2006 XO75                | 14 aprile 2008    | Mount Lemmon Survey |

## 644801–644900
| Nome   | Designazione provvisoria | Data di scoperta  | Scopritore                |
| ------ | ------------------------ | ----------------- | ------------------------- |
| 644801 | 2006 XR75                | 23 maggio 2014    | Pan-STARRS                |
| 644802 | 2006 XS75                | 23 dicembre 2012  | Pan-STARRS                |
| 644803 | 2006 XV75                | 30 marzo 2014     | A. N. Heinze              |
| 644804 | 2006 XD76                | 1 dicembre 2010   | Mount Lemmon Survey       |
| 644805 | 2006 XF76                | 9 dicembre 2006   | Spacewatch                |
| 644806 | 2006 XU76                | 31 maggio 2014    | Pan-STARRS                |
| 644807 | 2006 XZ76                | 8 novembre 2010   | Spacewatch                |
| 644808 | 2006 XE77                | 30 aprile 2014    | Pan-STARRS                |
| 644809 | 2006 XG77                | 23 novembre 2006  | Spacewatch                |
| 644810 | 2006 XC78                | 13 dicembre 2006  | Spacewatch                |
| 644811 | 2006 XG78                | 13 dicembre 2006  | Mount Lemmon Survey       |
| 644812 | 2006 XE79                | 7 maggio 2014     | Pan-STARRS                |
| 644813 | 2006 XJ79                | 14 dicembre 2006  | Mount Lemmon Survey       |
| 644814 | 2006 XN79                | 13 dicembre 2006  | Spacewatch                |
| 644815 | 2006 XO79                | 15 gennaio 2016   | Pan-STARRS                |
| 644816 | 2006 XX79                | 13 dicembre 2006  | CSS                       |
| 644817 | 2006 XO80                | 15 dicembre 2006  | Spacewatch                |
| 644818 | 2006 XR80                | 13 dicembre 2006  | Spacewatch                |
| 644819 | 2006 XN81                | 13 dicembre 2006  | Mount Lemmon Survey       |
| 644820 | 2006 XX81                | 13 dicembre 2006  | Spacewatch                |
| 644821 | 2006 XY81                | 14 dicembre 2006  | Mount Lemmon Survey       |
| 644822 | 2006 XA82                | 13 dicembre 2006  | Spacewatch                |
| 644823 | 2006 XB82                | 14 dicembre 2006  | Mount Lemmon Survey       |
| 644824 | 2006 XQ82                | 14 dicembre 2006  | Mount Lemmon Survey       |
| 644825 | 2006 XF83                | 11 dicembre 2006  | Spacewatch                |
| 644826 | 2006 YO                  | 11 novembre 2006  | Spacewatch                |
| 644827 | 2006 YS                  | 16 dicembre 2006  | Spacewatch                |
| 644828 | 2006 YU                  | 17 novembre 2006  | Spacewatch                |
| 644829 | 2006 YA1                 | 16 dicembre 2006  | Spacewatch                |
| 644830 | 2006 YC3                 | 18 dicembre 2006  | E. E. Sheridan            |
| 644831 | 2006 YK4                 | 17 novembre 2006  | Mount Lemmon Survey       |
| 644832 | 2006 YH5                 | 6 agosto 2005     | NEAT                      |
| 644833 | 2006 YR5                 | 17 dicembre 2006  | Mount Lemmon Survey       |
| 644834 | 2006 YP11                | 27 settembre 2006 | Mount Lemmon Survey       |
| 644835 | 2006 YY12                | 24 dicembre 2006  | S. Sposetti               |
| 644836 | 2006 YW13                | 25 agosto 2005    | NEAT                      |
| 644837 | 2006 YA14                | 17 novembre 2014  | Pan-STARRS                |
| 644838 | 2006 YG14                | 22 dicembre 2006  | K. Sárneczky, J. Szulágyi |
| 644839 | 2006 YL14                | 1 aprile 2003     | SDSS Collaboration        |
| 644840 | 2006 YB19                | 24 dicembre 2006  | Spacewatch                |
| 644841 | 2006 YV19                | 24 dicembre 2006  | Spacewatch                |
| 644842 | 2006 YM20                | 11 novembre 2006  | Mount Lemmon Survey       |
| 644843 | 2006 YH23                | 13 dicembre 2006  | Spacewatch                |
| 644844 | 2006 YC24                | 21 dicembre 2006  | Spacewatch                |
| 644845 | 2006 YQ25                | 22 novembre 2006  | Mount Lemmon Survey       |
| 644846 | 2006 YS28                | 21 dicembre 2006  | Spacewatch                |
| 644847 | 2006 YC30                | 21 dicembre 2006  | Spacewatch                |
| 644848 | 2006 YT36                | 16 novembre 2006  | Mount Lemmon Survey       |
| 644849 | 2006 YW38                | 21 dicembre 2006  | Spacewatch                |
| 644850 | 2006 YO42                | 21 novembre 2006  | CSS                       |
| 644851 | 2006 YY42                | 24 dicembre 2006  | Spacewatch                |
| 644852 | 2006 YN44                | 26 dicembre 2006  | Pises Obs.                |
| 644853 | 2006 YA46                | 21 dicembre 2006  | Mount Lemmon Survey       |
| 644854 | 2006 YH49                | 23 dicembre 2006  | Osservatorio di Mauna Kea |
| 644855 | 2006 YR49                | 29 dicembre 2006  | R. Ferrando, M. Ferrando  |
| 644856 | 2006 YY56                | 17 dicembre 2006  | Mount Lemmon Survey       |
| 644857 | 2006 YD57                | 22 novembre 2006  | CSS                       |
| 644858 | 2006 YK57                | 20 novembre 2017  | Pan-STARRS                |
| 644859 | 2006 YU57                | 24 novembre 2006  | Spacewatch                |
| 644860 | 2006 YF58                | 26 giugno 2015    | Pan-STARRS                |
| 644861 | 2006 YJ58                | 24 dicembre 2006  | Spacewatch                |
| 644862 | 2006 YR58                | 6 agosto 2014     | Pan-STARRS                |
| 644863 | 2006 YV58                | 6 gennaio 2013    | Spacewatch                |
| 644864 | 2006 YW58                | 23 aprile 2014    | Mount Lemmon Survey       |
| 644865 | 2006 YX58                | 28 novembre 2011  | Spacewatch                |
| 644866 | 2006 YE59                | 26 dicembre 2006  | Spacewatch                |
| 644867 | 2006 YT59                | 15 maggio 2009    | Mount Lemmon Survey       |
| 644868 | 2006 YX59                | 21 dicembre 2006  | Mount Lemmon Survey       |
| 644869 | 2006 YK60                | 14 marzo 2012     | Pan-STARRS                |
| 644870 | 2006 YO60                | 4 dicembre 2013   | Pan-STARRS                |
| 644871 | 2006 YP60                | 17 ottobre 2014   | Mount Lemmon Survey       |
| 644872 | 2006 YU60                | 21 dicembre 2006  | Spacewatch                |
| 644873 | 2006 YW60                | 1 agosto 2016     | Pan-STARRS                |
| 644874 | 2006 YZ60                | 26 dicembre 2006  | Spacewatch                |
| 644875 | 2006 YH61                | 21 dicembre 2006  | Spacewatch                |
| 644876 | 2006 YA62                | 22 novembre 2006  | Mount Lemmon Survey       |
| 644877 | 2006 YC62                | 24 marzo 2014     | Pan-STARRS                |
| 644878 | 2006 YE62                | 13 dicembre 2017  | Pan-STARRS                |
| 644879 | 2006 YH62                | 11 marzo 2014     | Mount Lemmon Survey       |
| 644880 | 2006 YH63                | 25 novembre 2006  | Spacewatch                |
| 644881 | 2006 YJ63                | 9 luglio 2013     | Pan-STARRS                |
| 644882 | 2006 YS63                | 29 aprile 2014    | Pan-STARRS                |
| 644883 | 2006 YW64                | 6 luglio 2016     | Pan-STARRS                |
| 644884 | 2006 YX64                | 27 settembre 2011 | Mount Lemmon Survey       |
| 644885 | 2006 YA65                | 29 novembre 2013  | Spacewatch                |
| 644886 | 2006 YM66                | 7 marzo 2016      | Pan-STARRS                |
| 644887 | 2006 YP66                | 17 novembre 2014  | Pan-STARRS                |
| 644888 | 2006 YV66                | 15 dicembre 2017  | Mount Lemmon Survey       |
| 644889 | 2006 YG67                | 22 dicembre 2006  | Spacewatch                |
| 644890 | 2006 YJ67                | 16 dicembre 2006  | CSS                       |
| 644891 | 2006 YE68                | 27 dicembre 2006  | Mount Lemmon Survey       |
| 644892 | 2006 YZ69                | 27 dicembre 2006  | Mount Lemmon Survey       |
| 644893 | 2006 YD70                | 24 dicembre 2006  | Spacewatch                |
| 644894 | 2007 AB                  | 13 marzo 2003     | Spacewatch                |
| 644895 | 2007 AX4                 | 13 dicembre 2006  | Spacewatch                |
| 644896 | 2007 AW5                 | 8 gennaio 2007    | Mount Lemmon Survey       |
| 644897 | 2007 AD6                 | 25 dicembre 2006  | Spacewatch                |
| 644898 | 2007 AF6                 | 15 dicembre 2006  | Spacewatch                |
| 644899 | 2007 AB14                | 9 gennaio 2007    | Spacewatch                |
| 644900 | 2007 AU15                | 10 gennaio 2007   | Mount Lemmon Survey       |

## 644901–645000
| Nome   | Designazione provvisoria | Data di scoperta  | Scopritore                |
| ------ | ------------------------ | ----------------- | ------------------------- |
| 644901 | 2007 AF16                | 10 gennaio 2007   | Spacewatch                |
| 644902 | 2007 AT21                | 15 gennaio 2007   | Spacewatch                |
| 644903 | 2007 AK22                | 3 settembre 2005  | Osservatorio di Mauna Kea |
| 644904 | 2007 AL24                | 15 gennaio 2007   | CSS                       |
| 644905 | 2007 AJ29                | 15 gennaio 2007   | CSS                       |
| 644906 | 2007 AQ32                | 24 febbraio 2015  | Pan-STARRS                |
| 644907 | 2007 AU32                | 8 febbraio 2008   | Mount Lemmon Survey       |
| 644908 | 2007 AW32                | 6 luglio 2005     | Spacewatch                |
| 644909 | 2007 AG34                | 23 dicembre 2012  | Pan-STARRS                |
| 644910 | 2007 AV34                | 14 marzo 2016     | Mount Lemmon Survey       |
| 644911 | 2007 AW35                | 10 gennaio 2007   | Mount Lemmon Survey       |
| 644912 | 2007 AK37                | 10 gennaio 2007   | Mount Lemmon Survey       |
| 644913 | 2007 AD38                | 10 gennaio 2007   | Spacewatch                |
| 644914 | 2007 BD9                 | 13 dicembre 2006  | Mount Lemmon Survey       |
| 644915 | 2007 BO9                 | 17 gennaio 2007   | Spacewatch                |
| 644916 | 2007 BX9                 | 17 gennaio 2007   | Spacewatch                |
| 644917 | 2007 BD16                | 1 ottobre 2005    | CSS                       |
| 644918 | 2007 BX21                | 17 gennaio 2007   | Spacewatch                |
| 644919 | 2007 BR22                | 24 gennaio 2007   | Mount Lemmon Survey       |
| 644920 | 2007 BQ26                | 24 gennaio 2007   | Mount Lemmon Survey       |
| 644921 | 2007 BZ29                | 20 novembre 2006  | Mount Lemmon Survey       |
| 644922 | 2007 BS30                | 17 gennaio 2007   | Osservatorio di Mauna Kea |
| 644923 | 2007 BZ30                | 20 gennaio 2007   | Mauna Kea Obs.            |
| 644924 | 2007 BP35                | 24 gennaio 2007   | Mount Lemmon Survey       |
| 644925 | 2007 BF37                | 24 gennaio 2007   | Mount Lemmon Survey       |
| 644926 | 2007 BJ37                | 24 gennaio 2007   | Mount Lemmon Survey       |
| 644927 | 2007 BT37                | 24 gennaio 2007   | Mount Lemmon Survey       |
| 644928 | 2007 BS39                | 24 gennaio 2007   | Mount Lemmon Survey       |
| 644929 | 2007 BD41                | 24 gennaio 2007   | Mount Lemmon Survey       |
| 644930 | 2007 BH41                | 21 dicembre 2006  | Mount Lemmon Survey       |
| 644931 | 2007 BB43                | 24 gennaio 2007   | Mount Lemmon Survey       |
| 644932 | 2007 BR43                | 17 gennaio 2007   | Spacewatch                |
| 644933 | 2007 BD45                | 25 gennaio 2007   | Spacewatch                |
| 644934 | 2007 BN45                | 25 gennaio 2007   | Spacewatch                |
| 644935 | 2007 BG46                | 26 marzo 2003     | Spacewatch                |
| 644936 | 2007 BP49                | 24 gennaio 2007   | Mount Lemmon Survey       |
| 644937 | 2007 BL50                | 8 gennaio 2007    | Mount Lemmon Survey       |
| 644938 | 2007 BD51                | 24 gennaio 2007   | Spacewatch                |
| 644939 | 2007 BQ52                | 24 gennaio 2007   | Spacewatch                |
| 644940 | 2007 BH54                | 27 dicembre 2006  | Mount Lemmon Survey       |
| 644941 | 2007 BF58                | 17 gennaio 2007   | Spacewatch                |
| 644942 | 2007 BW60                | 25 dicembre 2006  | Spacewatch                |
| 644943 | 2007 BF62                | 27 gennaio 2007   | Mount Lemmon Survey       |
| 644944 | 2007 BL62                | 27 gennaio 2007   | Mount Lemmon Survey       |
| 644945 | 2007 BX62                | 27 gennaio 2007   | Mount Lemmon Survey       |
| 644946 | 2007 BN63                | 27 gennaio 2007   | Spacewatch                |
| 644947 | 2007 BX63                | 27 dicembre 2006  | Mount Lemmon Survey       |
| 644948 | 2007 BR65                | 27 gennaio 2007   | Mount Lemmon Survey       |
| 644949 | 2007 BR70                | 10 gennaio 2007   | Spacewatch                |
| 644950 | 2007 BS71                | 16 dicembre 2006  | Mount Lemmon Survey       |
| 644951 | 2007 BV72                | 24 gennaio 2007   | H. Kurosaki, A. Nakajima  |
| 644952 | 2007 BG77                | 16 gennaio 2007   | CSS                       |
| 644953 | 2007 BK84                | 31 marzo 2008     | Mount Lemmon Survey       |
| 644954 | 2007 BL87                | 5 aprile 2003     | Spacewatch                |
| 644955 | 2007 BO87                | 25 gennaio 2007   | Spacewatch                |
| 644956 | 2007 BF89                | 17 gennaio 2007   | Spacewatch                |
| 644957 | 2007 BP95                | 19 gennaio 2007   | Osservatorio di Mauna Kea |
| 644958 | 2007 BS97                | 19 gennaio 2007   | Mauna Kea Obs.            |
| 644959 | 2007 BT98                | 19 gennaio 2007   | Mauna Kea Obs.            |
| 644960 | 2007 BH99                | 27 gennaio 2007   | Mount Lemmon Survey       |
| 644961 | 2007 BD102               | 18 gennaio 2007   | NEAT                      |
| 644962 | 2007 BE102               | 21 dicembre 2006  | L. H. Wasserman           |
| 644963 | 2007 BC103               | 27 gennaio 2007   | Spacewatch                |
| 644964 | 2007 BM104               | 7 maggio 2014     | Pan-STARRS                |
| 644965 | 2007 BG105               | 6 febbraio 2013   | Spacewatch                |
| 644966 | 2007 BQ105               | 5 novembre 2016   | Pan-STARRS                |
| 644967 | 2007 BX105               | 9 gennaio 2007    | Spacewatch                |
| 644968 | 2007 BQ106               | 24 gennaio 2007   | Mount Lemmon Survey       |
| 644969 | 2007 BT106               | 25 gennaio 2007   | Spacewatch                |
| 644970 | 2007 BA107               | 27 gennaio 2007   | Mount Lemmon Survey       |
| 644971 | 2007 BV107               | 29 marzo 2012     | Pan-STARRS                |
| 644972 | 2007 BF108               | 17 gennaio 2007   | Spacewatch                |
| 644973 | 2007 BH108               | 24 gennaio 2007   | Mount Lemmon Survey       |
| 644974 | 2007 BB109               | 27 gennaio 2007   | Mount Lemmon Survey       |
| 644975 | 2007 BR109               | 17 marzo 2018     | Mount Lemmon Survey       |
| 644976 | 2007 BB110               | 24 luglio 2015    | Pan-STARRS                |
| 644977 | 2007 BC110               | 25 luglio 2015    | Pan-STARRS                |
| 644978 | 2007 BG110               | 28 ottobre 2014   | Pan-STARRS                |
| 644979 | 2007 BB111               | 17 novembre 2014  | Pan-STARRS                |
| 644980 | 2007 BF111               | 14 dicembre 2017  | Mount Lemmon Survey       |
| 644981 | 2007 BT111               | 17 gennaio 2007   | Spacewatch                |
| 644982 | 2007 BG112               | 27 gennaio 2007   | Spacewatch                |
| 644983 | 2007 BB113               | 27 gennaio 2007   | Spacewatch                |
| 644984 | 2007 BQ113               | 24 gennaio 2007   | Mount Lemmon Survey       |
| 644985 | 2007 BK114               | 27 gennaio 2007   | Spacewatch                |
| 644986 | 2007 BN114               | 27 gennaio 2007   | Mount Lemmon Survey       |
| 644987 | 2007 BP114               | 29 gennaio 2007   | Spacewatch                |
| 644988 | 2007 BA118               | 17 gennaio 2007   | Spacewatch                |
| 644989 | 2007 BO119               | 27 gennaio 2007   | Mount Lemmon Survey       |
| 644990 | 2007 BT119               | 27 gennaio 2007   | Mount Lemmon Survey       |
| 644991 | 2007 CS2                 | 6 febbraio 2007   | Spacewatch                |
| 644992 | 2007 CJ3                 | 10 febbraio 1996  | Spacewatch                |
| 644993 | 2007 CZ3                 | 28 gennaio 2007   | Mount Lemmon Survey       |
| 644994 | 2007 CW7                 | 6 febbraio 2007   | Spacewatch                |
| 644995 | 2007 CG12                | 17 gennaio 2007   | Spacewatch                |
| 644996 | 2007 CN16                | 14 dicembre 2006  | Spacewatch                |
| 644997 | 2007 CS18                | 29 settembre 2005 | Mount Lemmon Survey       |
| 644998 | 2007 CD24                | 8 febbraio 2007   | Spacewatch                |
| 644999 | 2007 CJ24                | 1 ottobre 2005    | CSS                       |
| 645000 | 2007 CJ27                | 8 febbraio 1999   | J. Anderson, C. Veillet   |